# Сан Николас де лос Гарса
Сан Николас де лос Гарса (на испански: San Nicolás de los Garza) е град в мексиканския щат Нуево Леон. Сан Николас де лос Гарса е с население от 443 273 жители (по данни от 2010 г.) и обща площ от 86,80 км². Основан е на 5 февруари 1597 г.